# Благовіщення (срібна монета)
«Благові́щення» — пам'ятна срібна монета номіналом 10 гривень, випущена Національним банком України, присвячена одному із значних свят православ'я — Благовіщенню, яке відзначається 7 квітня.
Монету введено в обіг 31 березня 2008 року. Вона належить до серії «Обрядові свята України».

## Опис монети та характеристики
| Номінал грн. | Метал            | Маса, г      | Діаметр, мм | Якість виготовлення | Гурт     | Тираж, штук |
| ------------ | ---------------- | ------------ | ----------- | ------------------- | -------- | ----------- |
| 10           | срібло 925 проби | 31,1 / 33,62 | 38,6        | пруф                | рифлений | 8 000       |

### Аверс
На аверсі монети угорі зображено малий Державний Герб України та напис півколом — «НАЦІОНАЛЬНИЙ БАНК УКРАЇНИ», у центрі — стилізований оклад Євангелія, ліворуч і праворуч від якого — лілеї, що асоціюються з Дівою Марією, та розміщено написи: «10 ГРИВЕНЬ», а також позначення металу та його проби — «Ag 925», вага в чистоті — «31,1»; рік карбування монети — «2008» (унизу) та логотип Монетного двору Національного банку України.

### Реверс

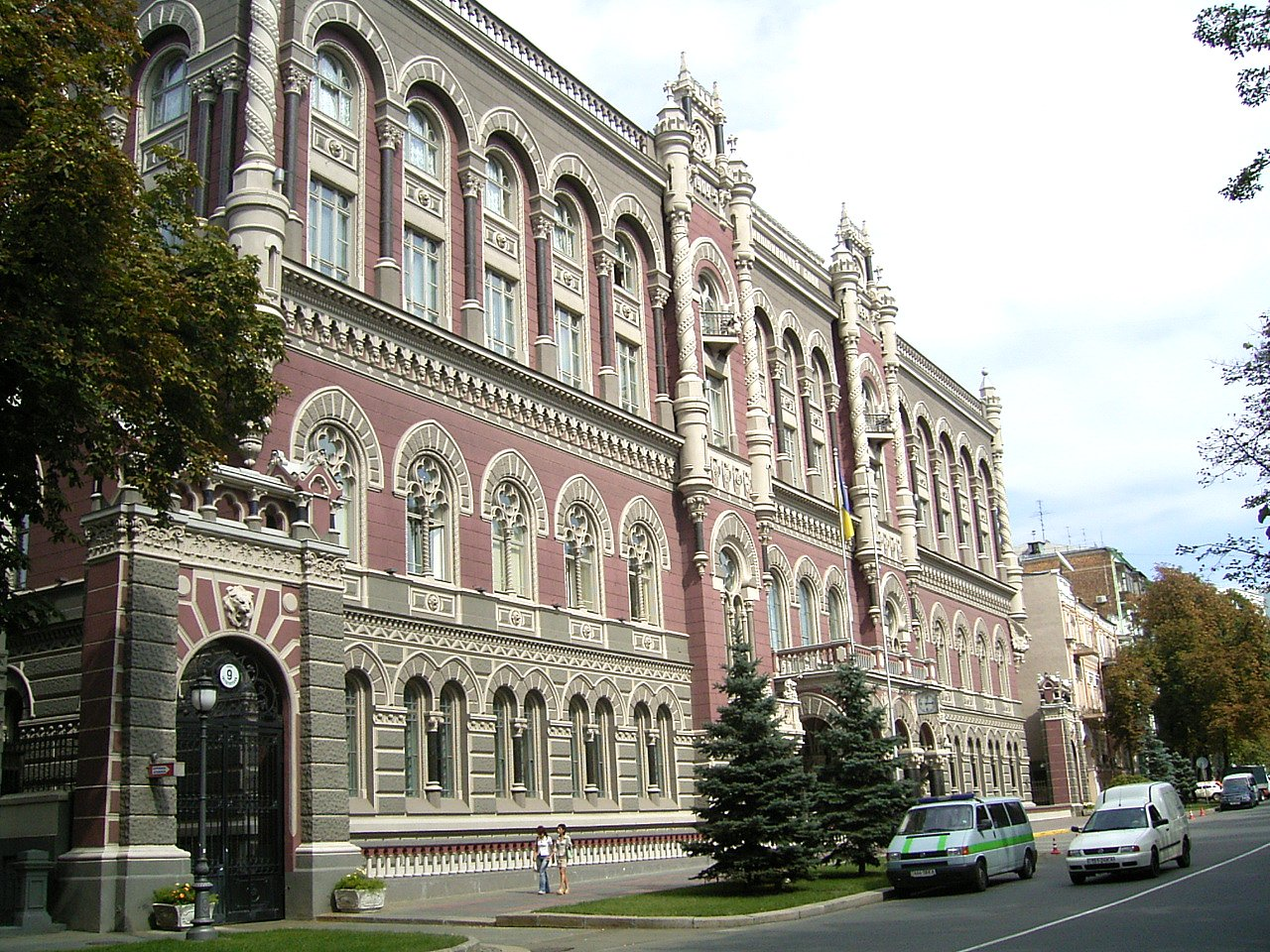
Будівля Національного банку України

На реверсі монети зображено багатофігурну композицію — перший весняний хоровід, угорі — сцена Благовіщення та півколом праворуч розміщено напис: «БЛАГОВІЩЕННЯ».

## Автори
- Художник — Кочубей Микола.
- Скульптори: Іваненко Святослав, Дем'яненко Анатолій.

## Вартість монети
Ціна монети — 575 гривень була вказана на сайті Національного банку України в 2012 році..
Фактична приблизна вартість монети з роками змінювалася так:
| Рік        | 2010 | 2011 | 2012 | 2013 | 2014 | 2015 | 2016  | 2017 | 2018 | 2019 | 2020 | 2021  | 2022  | 2023  | 2024  | 2025  |
| ---------- | ---- | ---- | ---- | ---- | ---- | ---- | ----- | ---- | ---- | ---- | ---- | ----- | ----- | ----- | ----- | ----- |
| Ціна, грн. | 370  | 450  | 600  | 650  | 495  | 680  | 1 000 | 920  | 870  | 850  | 860  | 1 150 | 1 400 | 2 000 | 3 300 | 3 400 |